# Грузинская футбольная федерация
Грузинская футбольная федерация (груз. საქართველოს ფეხბურთის ფედერაცია) — организация, осуществляющая контроль и управление футболом в Грузии. 

Новое здание штаб-квартиры Федерации футбола Грузии

Является организатором соревнований грузинской футбольной лиги и сборных команд страны. Правление федерации расположено в столице страны — Тбилиси, Проспект Чавчавадзе, 76а.
Была организована в 1936 году. С 1936 по 1989 годы входила в состав Федерации футбола СССР. 
Федерация футбола независимой Грузии была основана 15 февраля 1990 года. 
Президент — Леван Кобиашвили (с 2015 года).
Генеральный секретарь — Давид Муджири.